# Gunnar Russberg
Gunnar Herbert Severin Russberg, född 10 augusti 1930 i Vänersborg, död 12 september 2024 i Öckerö, var en svensk socialdemokratisk kommunpolitiker.

## Biografi
Gunnar Russberg var kommunstyrelsens ordförande och kommunalråd i Vänersborgs kommun 1983–1985. 1980–1982 och 1986–1988 var han vice ordförande i kommunstyrelsen och oppositionsråd. 1981–1984 var han vice ordförande i Älvsborgs läns landsting där han varit ledamot sedan 1972.